# 한국국제통상마이스터고등학교
한국국제통상마이스터고등학교(韓國國際通商마이스터高等學校)는 대한민국 경상북도 경주시 감포읍 오류리에 있는 공립 고등학교이다.

## 학교 연혁
- 1945년 11월 10일 : 감포중학교 개교
- 1953년 6월 23일 : 감포고등학교 병설 인가
- 1975년 3월 1일 : 학교법인 감포교육재단을 공립학교로 전환
- 1978년 3월 1일 : 감포종합고등학교로 교명 변경
- 1997년 3월 1일 : 감포종고 상업과를 사무자동화과로 개편
- 2003년 9월 24일 : 해송관 및 해송도서관 개관
- 2005년 10월 26일 : 개교 60주년 기념 해송예술제 및 교지 '해송' 발간
- 2010년 3월 1일 : 감포고등학교로 교명 변경
- 2020년 3월 1일 : 한국국제통상마이스터고등학교 개교
- 2023년 1월 13일 : 제63회(마이스터고 1기) 졸업식(51명, 누계 3574명)
- 2023년 3월 2일 : 입학식(4학급 51명)
- 2023년 9월 1일 : 제24대(마이스터고 제2대) 유양종 교장 취임

## 설치 학과
- 전자산업국제무역과
- 기계자동차국제무역과

## 참고 자료
- 한국국제통상마이스터고등학교 - 한국교육학술정보원 학교알리미